# روبرت برايس (صحفي)
روبرت برايس (بالإنجليزية: Robert Bryce)‏ هو صحفي أمريكي، ولد في 1960.